# Sergej Jasjin
Sergej Anatoljevitsj Jasjin (Russisch: Сергей Анатольевич Яшин) (Penza, 6 maart 1962 – 12 april 2022) was een Russisch ijshockeyer.
Jasjin won tijdens de Olympische Winterspelen van 1988 de gouden medaille met de Sovjetploeg. Hij werd in 1988 opgenomen in de Sovjet-Russische ijshockey-erehal. Jasjin werd tweemaal wereldkampioen.